# Jean-Paul Burger
Jean-Paul Burger (* 13. Mai 1996) ist ein namibischer Radsportler im Straßenradsport. Er tritt zudem unregelmäßig im Triathlon an.
Zu seinen größten Erfolgen zählt der Gewinn der namibischen Radsportmeisterschaft 2022 im Einzelzeitfahren sowie der dritte Platz im Straßenrennen. Bei den Commonwealth Games 2018 belegte er im Triathlon den 15. Rang. Burger nahm auch an den Commonwealth Games 2022 teilt. Dort wurde er im Triathlon-Mixed Neunter.